# Cetatea medievală de la Mehadia
Cetatea medievală de la Mehadia este un sit arheologic aflat pe teritoriul satului Mehadia; comuna Mehadia. În Repertoriul Arheologic Național, monumentul apare cu codul 53283.04.01, 53283.04.02.